# Wilde (Familienname)
Wilde ist ein Familienname. Er kommt in unterschiedlichen Sprachräumen vor, vor allem im englischsprachigen und im deutschsprachigen.

## Namensträger

### A
- Abby Wilde (* 1989), US-amerikanische Schauspielerin und Sängerin
- Albert Wilde (1854–1919), deutscher Jurist und Politiker
- André Wilde (* vor 1995), deutscher Schwimmer
- Antonius Wilde (Anthonius Wilde; vor 1575–um 1618), deutscher Orgelbauer
- August Wilde (Politiker) (1868–1940), deutscher sozialdemokratischer Politiker, MdL Sachsen
- August Wilde (Maler) (1882–1950), deutscher Maler und Kunsterzieher
- Auguste de Wilde (1819–1886), belgischer Genre- und Historienmaler
- Autumn de Wilde (* 1970), US-amerikanische Fotografin und Regisseurin

### B
- Bärbel Wilde (* 1950), deutsche Pfarrerin und Autorin
- Berndt Wilde (* 1946), deutscher Bildhauer
- Brandon De Wilde (1942–1972), US-amerikanischer Schauspieler
- Brian Wilde (1927–2008), britischer Schauspieler

### C
- Celine Wilde (* 1990), deutsche Hockeyspielerin
- Christian Wilde (1939–2004), deutscher Rechtsanwalt
- Claudine Wilde (* 1967), deutsche Schauspielerin
- Constance Wilde (1858–1898), britische Autorin
- Cornel Wilde (1912–1989), US-amerikanischer Schauspieler

### D
- Dani Wilde (* 1985), englische Sängerin und Gitarristin
- Detlef Wilde (* 1961), deutscher Fußballspieler
- Dietrich Wilde (1909–1984), deutscher Jurist und Politiker
- Dorothy Ierne Wilde (1895–1941), britische Salonnière, Nichte von Oscar Wilde

### E
- Eberhard Wilde (1924–2004), deutscher Politiker (FDP)
- Eduardo Wilde (1844–1913), argentinischer Schriftsteller, Arzt und Politiker
- Edy de Wilde (1919–2005), niederländischer Kunstsammler und Kurator
- Elizabeth Wilde (1913–2005), US-amerikanische Leichtathletin
- Emil Wilde (1793–1859), deutscher Wissenschaftshistoriker
- Erich Wilde (* 1943), deutscher Badmintonspieler
- Erika Wilde (1921–2001), deutsche Dramaturgin, Regisseurin, Theaterkritikerin, Kabarettistin und Schriftstellerin
- Etienne De Wilde (* 1958), belgischer Radrennfahrer
- Eva-Maria Wilde (* 1972), deutsche Malerin und Künstlerin

### F
- Federico Wilde (* 1909; † unbekannt), argentinischer Fußballspieler
- Filip De Wilde (* 1964), belgischer Fußballtorhüter
- Fran Wilde (Politikerin) (* 1948), neuseeländische Politikerin und Bürgermeisterin von Wellington
- Fran Wilde (Schriftstellerin) (* 1972), US-amerikanische Science-Fiction- und Fantasy-Autorin
- François-Odon De Wilde (1908–1976), belgischer Ordensgeistlicher, römisch-katholischer Bischof von Isiro-Niangara
- Frank Wilde (Fotograf) (* 1969), deutscher Fotograf
- Frank-Eberhard Wilde (* 1937), deutscher Historiker und Sachbuchautor
- Frank Wilde (Tennisspieler) (1911–1982), britischer Tennisspieler
- Frank Wilde (Mediziner), deutscher Mund-, Kiefer- und plastischer Gesichtschirurg
- Franz Peter Wilde (1895–1980), Schweizer Plastiker
- Fritz Wilde (1920–1976), deutscher Fußballspieler

### G
- Gabriele Wilde (* 1958), deutsche Politikwissenschaftlerin
- Gabriella Wilde (* 1989), britische Schauspielerin
- Georges de Wilde (1900–1996), französischer Eisschnellläufer und Eishockeyspieler
- Grete Wilde (1904–1943/44), deutsche Parteifunktionärin (KPD)
- Günther Wilde (1900–1980), deutscher Jurist

### H
- Hagar Wilde (1905–1971), US-amerikanische Autorin
- Hans-Oskar Wilde (1907–1981), deutscher Anglist und Hochschullehrer
- Harald Wilde (* 1954), deutscher Wirtschaftswissenschaftler
- Harry Wilde (eigentlich Harry Paul Schulze; 1899–1978), deutscher Journalist und Schriftsteller
- Hayden Wilde (* 1997), neuseeländischer Triathlet
- Henry Wilde (1833–1919), englischer Ingenieur
- Henry T. Wilde (1872–1912), britischer Marineoffizier
- Herbert Wilde (* 1940), deutscher Radrennfahrer

### I
- Iryna Wilde (1907–1982), ukrainische Schriftstellerin

### J
- Jane Wilde, früherer Name von Jane Francesca Elgee (1821–1896), irische Schriftstellerin, Mutter von Oscar Wilde
- Jane Wilde, früher verwendeter Name von Jane Hawking (* 1944), britische Romanistin
- Jennie Wilde (1865–1913), US-amerikanische Malerin, Designerin und Kunstlehrerin
- Jimmy Wilde (1892–1969), walisischer Boxer
- Joaquin Wilde (* 1986), amerikanischer Wrestler
- Johann Wilde (1438–1532), deutscher Augustiner-Eremit, Titularbischof von Symbalon und Weihbischof
- Johannes Wilde (1936–2021), deutscher Politiker (CDU)
- Johannes Friedrich Wilde (vor 1689–nach 1718), deutscher Maler und Bildhauer
- John Wilde (Politiker) (auch John Wylde; 1590–1669), englischer Jurist und Politiker
- John Wilde (Maler) (1919–2006), US-amerikanischer Maler
- John Wilde (Diplomat) (* 1941), britischer Diplomat
- Joseph Wilde (1778–1831), schlesischer Komponist, Dirigent und Geiger
- Joseph Wilde (Drehbuchautor), britischer Drehbuchautor
- Julie De Wilde (* 2002), belgische Radrennfahrerin
- Jürgen Wilde (* 1937), deutscher Kunstsammler

### K
- Karl Wilde (Architekt) (1862–1930), deutscher Architekt und Baubeamter
- Karl Wilde (Diplomat) (1910–1984), deutscher Ministerialbeamter und Diplomat
- Kim Wilde (* 1960), britische Rockmusikerin
- Klaus D. Wilde (* 1952), deutscher Wirtschaftsinformatiker
- Kurt Wilde (1909–1958), deutscher Psychologe und Hochschullehrer

### L
- Laura Wilde (* 1989), deutsche Schlagersängerin
- Laurent de Wilde (* 1960), französischer Jazzpianist
- Lee Wilde (1922–2015), US-amerikanische Schauspielerin und Sängerin, siehe Lee und Lyn Wilde
- Lieselot De Wilde (* 1984), belgische Sopranistin
- Lyn Wilde (1922–2016), US-amerikanische Schauspielerin und Sängerin, siehe Lee und Lyn Wilde
- Lukas R. A. Wilde (* 1983), deutscher Medienwissenschaftler und Comicforscher
- Lutz Wilde (* 1933), deutscher Kunsthistoriker und Denkmalpfleger

### M
- Maik Wilde (* 1972), deutscher Fußballspieler
- Manfred Wilde (* 1962), deutscher Historiker
- Manjou Wilde (* 1995), deutsche Fußballspielerin
- Maria de Wilde, niederländische Zeichnerin und Dichterin
- Marty Wilde (* 1939), britischer Rockmusiker
- Michael Wilde (* 1983), englischer Fußballspieler
- Minna Ebel-Wilde (1890–1975), deutsche Sängerin (Sopran)

### O
- Olivia Wilde (* 1984), US-amerikanische Schauspielerin
- Oscar Wilde (1854–1900), irischer Schriftsteller

### P
- Paul Wilde (1893–1936), Schweizer Maler und Bildhauer
- Peter Wilde (1939–2010), deutscher Künstler
- Peter Ernst Wilde (1732–1785), deutschbaltischer Arzt und Literat
- Phil Wilde (* 1967), belgischer Musikproduzent und DJ

### R
- Rebecca Wilde (* 1997), britische Ruderin
- Richard Wilde (1872–1938), deutscher Autor und Journalist
- Richard Henry Wilde (1789–1847), US-amerikanischer Politiker
- Ricky Wilde (Leichtathlet) (1945–2019), britischer Langstreckenläufer
- Ricky Wilde (Musiker) (geb. Ricky Smith; * 1961), britischer Sänger, Komponist und Produzent
- Robert Wilde (* 1969), österreichischer Regisseur und Fotograf
- Rudolph Wilde (1857–1910), deutscher Politiker, Oberbürgermeister von Schöneberg
- Ruth Wilde-Parnitzke (1889–1975), deutsche Malerin

### S
- Sophie Wilde (* 1998 oder 1999), australische Schauspielerin
- Sjef De Wilde (* 1981), belgischer Radrennfahrer

### T
- Ted Wilde (1889–1929), US-amerikanischer Regisseur
- Thomas Wilde, 1. Baron Truro (1782–1855), britischer Lordkanzler
- Tim Wilde (* 1966), deutscher Schauspieler

### U
- Ugo de Wilde (* 2002), belgischer Autorennfahrer

### W
- Werner Wilde (* 1933), deutscher Fußballspieler
- Wilhelm Wilde (1829–1881), deutscher Mediziner
- Willem de Wilde (* 1936), niederländischer Botaniker
- William Wilde (1815–1876), irischer Chirurg